# Hotel Transylwania 3
Hotel Transylwania 3 (ang. Hotel Transylvania 3: Summer Vacation) – amerykański film animowany 3D, wyprodukowany przez studio Sony Pictures Animation na zlecenie wytwórni Sony Pictures Releasing. Jego oficjalna premiera miała miejsce 13 lipca 2018 roku. Za reżyserię obrazu odpowiada Genndy Tartakovsky, znany przede wszystkim z pracy nad serialami animowanymi Laboratorium Dextera oraz Samuraj Jack. Producentem filmu jest Michelle Murdocca.
Film promowany był singlem „Zatrzymać chwilę” Edyty Górniak oraz Roksany Węgiel, wydanym 8 października 2018 nakładem Universal Music Polska.

## Fabuła
Wspólne prowadzenie Hotelu Transylwania przez Drakulę, jego córkę Mavis i zięcia Jonathana idzie coraz lepiej. Jednak owdowiały Drakula cierpi na samotność. Mavis uważa, że jej ojciec jest po prostu przepracowany, więc postanawia wyruszyć w rodzinny rejs statkiem. Tam Drakula poznaje panią kapitan statku, Erickę, i zakochuje się w niej. Drakula nie wie jednak, że Ericka tak naprawdę jest prawnuczką jego największego wroga, Abrahama Van Helsinga, który chce zniszczyć Drakulę i wszystkie potwory.

## Obsada
- Adam Sandler jako Drakula
- Andy Samberg jako Jonathan
- Selena Gomez jako Mavis
- Kevin James jako Frankenstein
- David Spade jako Griffin
- Steve Buscemi jako Wayne
- Keegan-Michael Key jako Murray
- Molly Shannon jako Wanda
- Fran Drescher jako Eunice
- Kathryn Hahn jako Ericka
- Jim Gaffigan jako Abraham Van Helsing
- Mel Brooks jako Vlad

## Wersja polska
Wersja polska: Start International Polska

Tekst polski i reżyseria: Bartosz Wierzbięta

Dźwięk i montaż: Michał Skarżyński

Kierownictwo produkcji: Dorota Nyczek

Udział wzięli:
- Tomasz Borkowski – Drakula
- Agnieszka Mrozińska – Mavis
- Paweł Ciołkosz – Jonathan
- Jakub Szydłowski – Abraham Van Helsing
- Izabella Bukowska – Kapitan Ericka
- Szymon Majewski – śledź
- Piotr Warszawski – Frankenstein
- Marek Robaczewski – Murray
- Tomasz Bednarek – Griffin
- Anna Apostolakis – Wanda
- Krzysztof Dracz – Wayne
- Tomasz Grochoczyński – Vlad
- Agnieszka Matysiak – Eunice
- Joanna Jędrzejczyk – Ginger
- Roksana Węgiel – Lucy
- Stefan Kubiak – Dennis
- Zoja Wierzbięta – Winnie
- Krzysztof Szczerbiński – Gremliny
- Krystyna Czubówna – Głos z telefonu

W pozostałych rolach:
- Wojciech Chorąży
- Marta Dylewska
- Michał Klawiter
- Elżbieta Kopocińska
- Marta Wągrocka
- Janusz Wituch
- Anna Pereświet-Sołtan
- Zuzanna Ciejka
- Julia Kamińska
- Pola Marchlewska

i inni
Piosenka Krakena w wykonaniu: Sebastiana Machalskiego